# Merogomphus vandykei
Merogomphus vandykei – gatunek ważki z rodziny gadziogłówkowatych (Gomphidae). Występuje w Chinach; stwierdzony w prowincjach Henan, Jiangsu i Zhejiang.